# Ytterselö kyrka
Ytterselö kyrka är en kyrkobyggnad i Ytterselö socken i Strängnäs stift. Den är församlingskyrka i Stallarholmens församling.
Kyrkan ligger i sydöstra hörnet av Selaön. Närmaste ort är Stallarholmen.

## Kyrkobyggnaden

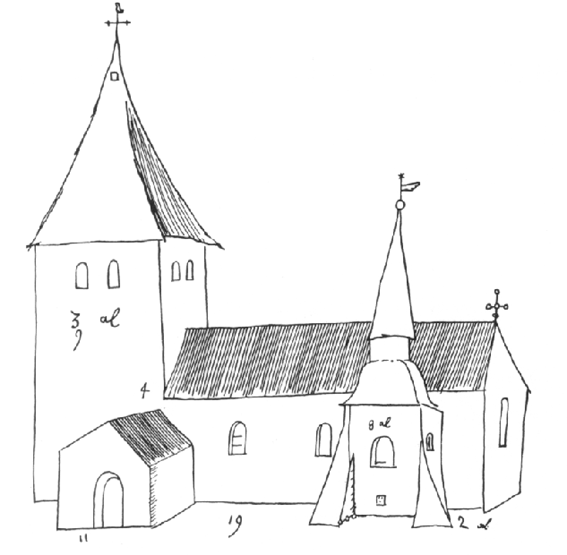
Peringskiölds ritning från 1684

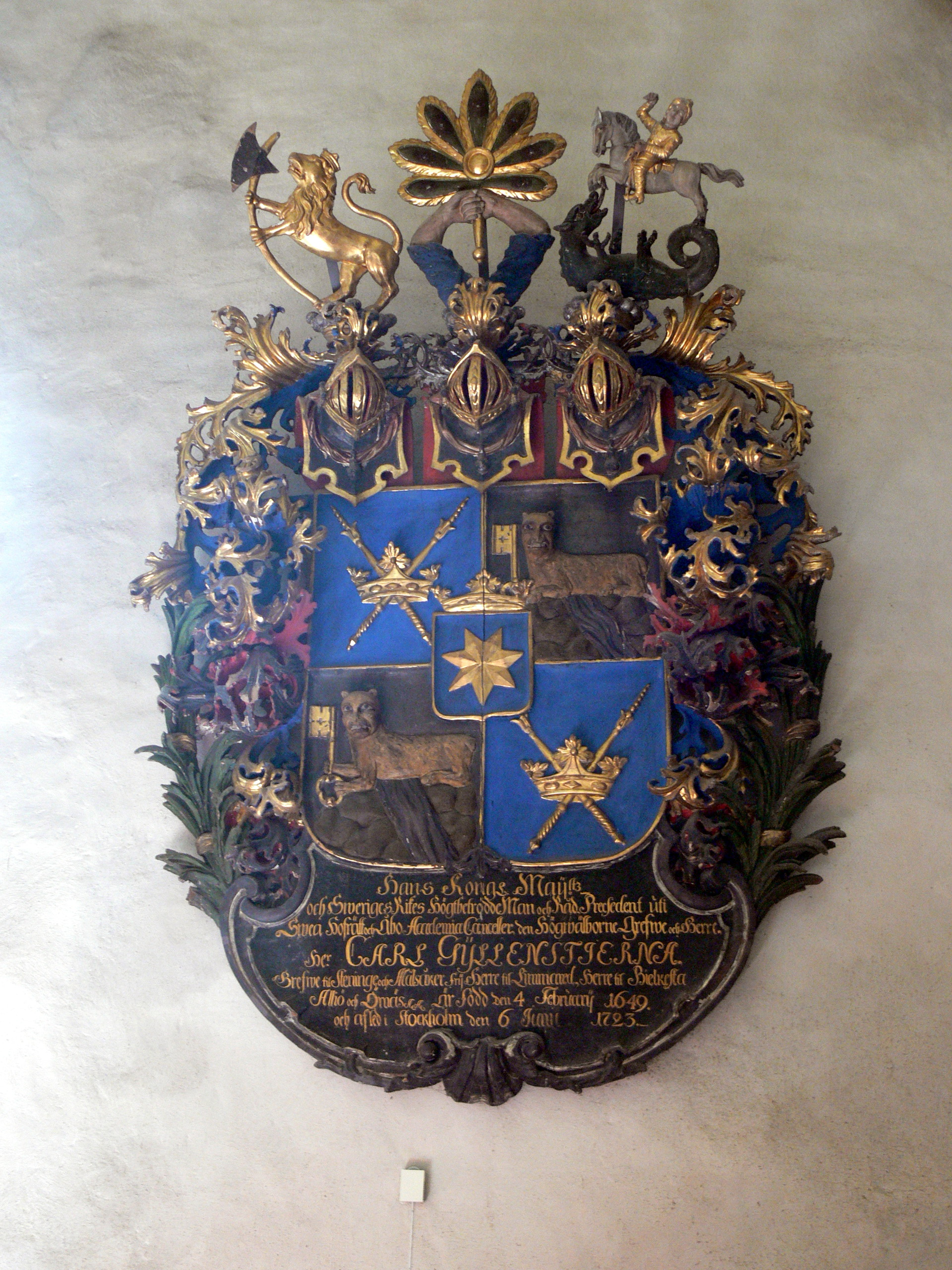
Karl Gyllenstiernas vapen i Ytterselö kyrka

Kyrkan byggdes med västtorn förmodligen redan under 1100-talet. Det ursprungliga korpartiet är inte känt. Kyrkan förlängdes åt öster, kanske under 1300-talet, och sakristia byggdes till. Omkring 1500 hade kyrkan vapenhus och stjärnformade tegelvalv, tre travéer (nuvarande långhus). Tornrummet, det södra gravkoret, sakristia och vapenhus är kryssvälvda.
1650 uppfördes i söder ett gravkor för ätten Soop på Mälsåker. Johan Peringskiölds skiss från 1684 visar att koret hade kupol med spira. Den visar också att tornets höga, pyramidformade spira fanns redan på 1600-talet.
Nuvarande högkoret byggdes 1728. 
Med undantag för kordelen är kyrkan vitrappad och har mönsterlagt tjärat spåntak. Tornet har små, högt sittande ljudgluggar. Långhusets rundbågiga fönsteröppningar är från 1800-talet.
Det karolinska högkoret har ett kopparklätt kupoltak som kröns av en liten lanternin.

## Kyrkogården
Kyrkogården omges av den sedvanliga kallmuren, och har samma omfattning som återges på en gravplan från 1771. En kanske medeltida stiglucka finns på västsidan, grindstolparna i söder och norr uppfördes 1794 i stället för äldre portar på samma plats, den södra från 1679 och den norra från 1699. Den södra hade dock en föregångare i form av en medeltida stiglucka. Ingången i öster utfördes 1938 med mönster från portarna i söder och norr, samtdigt som ett bisättningskapell uppfördes i kyrkogårdens nordöstra hörn efter ritningar av Martin Westerberg.
På kyrkogården finns ett mycket ovanligt gravmonument. Gravmonumentet är uppbyggt av fyra kalkstenspelare med ett spånklätt valmtak som skyddar den underliggande gravhällen. Gravhällen avbildar ett vilande par framställts i hög relief. Av inskriptionen framgår att de som begravts är Hans Åkesson (Soop) (död 1619) och hans hustru Elin Eriksdotter Kagg (död 1615).
På kyrkogården finns Barbro Alvings, Hjalmar Alvings, Fanny Alvings och Uno Stallarholms gravar.

## Interiör

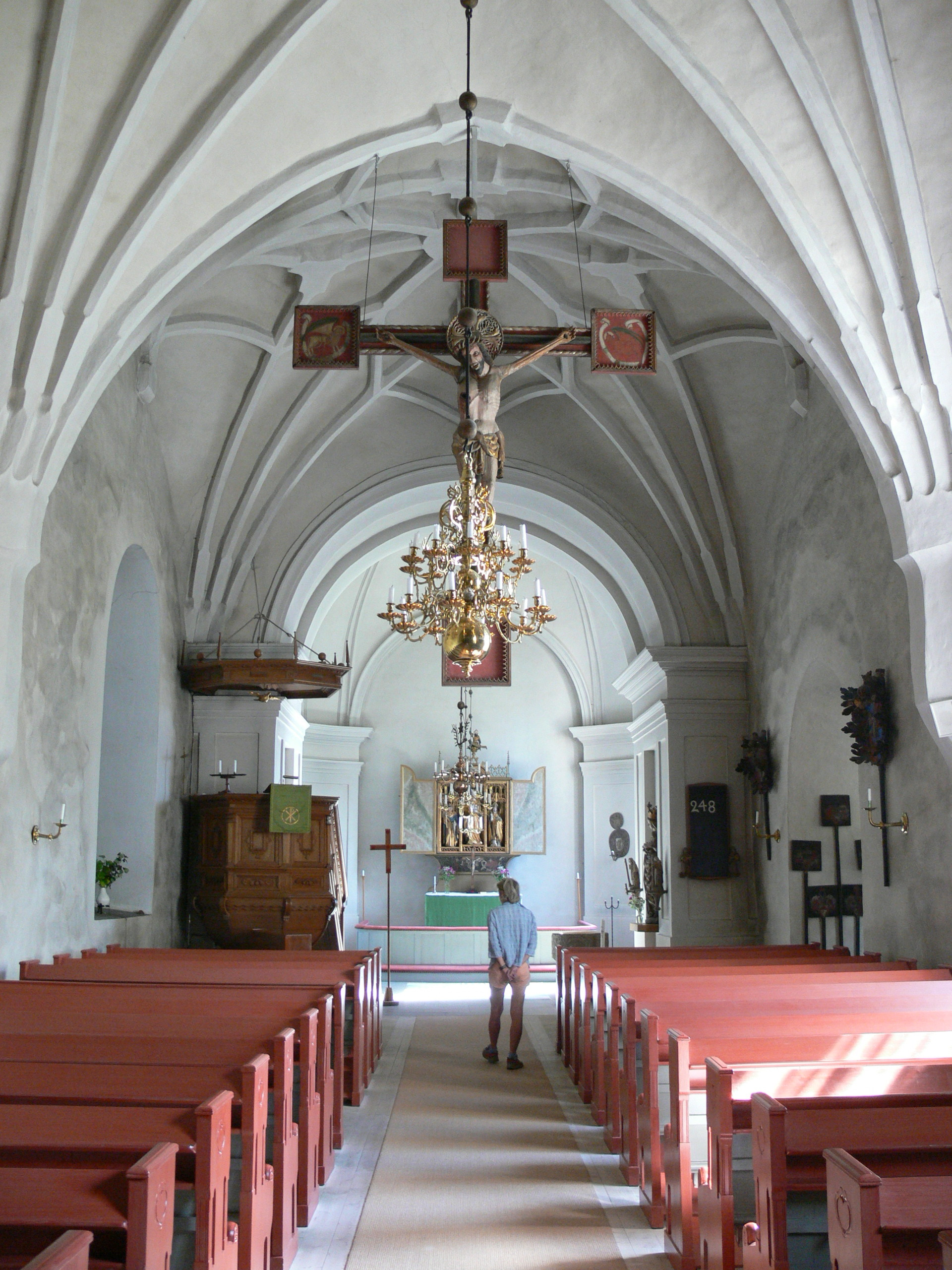
Vy mot altaret

Kyrkorummet är vitkalkat. Bänkinredningen är från 1909.
Långhuset har stjärnvalv från omkring 1475 som i västra delen vilar på pelare. I östra delen är de byggda direkt på muren.
Predikstolen står mot norra väggen. Triumfkorset återställdes 1964.
Två av kyrkans tolv invigningskors finns bevarade.
På norra väggen finns resten av en målning, kanske ett epitaf målat av AIR (Anders Jordansson Ryttare) som även målade Glanshammars kyrka i Närke 1589.

### Wachtmeisterska gravmonumentet
Under högkoret, byggt 1728, finns ett gravkor för ägarna till Mälsåker. Där ligger Anna Maria Soop, hennes barn och hennes två makar, greve Axel H. Wachtmeister och greve Carl E. Gyllenstierna.
Det främsta gravmonumentet här torde dock vara den kolonnomgivna sarkofagen av brun kalksten och ljus sandsten. Lockhällen bär inskriften över friherrinnan Anna Gyllenstierna (1588–1625). Inskriften för hennes make Mattias Soop har aldrig blivit utförd, men på kortsidorna finns båda makarnas ättevapen och på monumentets sidor 16 anvapen för var och en av dem, och monumentet har troligen utförts av Henrik Damer som utfört Carl Carlsson Gyllenhielms gravmonument i Strängnäs domkyrka och på 1630-talet arbetade på Mälsåker.

## Inventarier
Dopfunten är kyrkans äldsta inventarium. Den är av mälarsandsten och dateras till 1100-talet. Kuppan är cylindrisk med konisk sluttning mot foten. Den är mycket rikt dekorerad med djurmotiv och rankverk. Flera liknande dopfuntar finns i Mälardalen. Foten visar omväxlande ett helt djur i profil och ett huvud sett framifrån, huggna i halvrelief. Många dopfuntar "skyddas" genom avskräckande figurer på foten. Närmast kuppan slutar foten i en halvcirkelformad ring.
Kyrkan äger även en dopskål av tenn, anskaffad 1729.
Altarprydnaden utgörs av ett madonnaskåp av nederländsk tillverkning från omkring 1500. Madonnaskåpet är av hög klass, mittfiguren är jungfru Maria med Jesusbarnet, till vänster står Sankt Botvid med yxa och fisk och till höger Sankt Eskil med tre stenar. En figur i orientalisk dräkt överst på skåpet skall troligen föreställa profeten Jesaias som förebådade Jesu ankomst. Skåpets baksida är målat med bladslingor av typisk svensk senmedeltida karaktär. Sockeln under skåpet är försedda med blandrankor av en typ från omkring 1520, två manliga figurer och en Mariahymn.
En skulptur av Maria med Jesusbarnet härrör från 1400-talets senare hälft. Kyrkans triumfkrucifix härrör från omkring 1510.

## Kyrksilver[1]
Bland kyrkans nattvardskärl märks en kalk av helt förgyllt silver, vars skaft och fot är medeltida men med en skål tillverkad av guldsmeden Daniel Lundström i Stockholm 1785. Foten pryds av bebådelsen, aposteln Johannes, Sankt Olof, Sankt Martin, aposteln Andreas och jungfru Maria med Jesusbarnet. Den tillhörande paténen är gjord av guldsmeden Anders Bengtsson Starin i Stockholm, verksam 1694–1715. Bland övriga föremål märks två vinkannor av päronform, den ena gjord 1706 av guldsmeden Petter Henning i Stockholm, den andra 1845 av guldsmeden Johan Petter Ahlforss i Strängnäs. En oblatsask ornerad med ringar och pärlband med Anna Maria Soops initialer är tillverkad 1708 i Stockholm. Sockenbudstyget är tillverkat 1773 av guldsmeden Lars Boye i Stockholm.
Kyrkans brudkrona i förgyllt silver är tillverkad 1740 av guldsmeden Ferdinand Sehl den yngre i Stockholm.

## Ljusredskap
Främst bland ljusredskapen märks en liten takkrona i rent silver. Den skänktes 1723 till kyrkan av Carl Gyllenstierna och Anna Maria Soop på Mälsåker. På en plåt på kronan kan läsas: "förbannad ware den som denna Crona på något sätt borttager eller förbyter i från denna Kiörkia". Vidare finns två malmkronor med sex armar, den ena skänkt 1729 av Carl Gyllenstierna och Anna Maria Soop och tillverkad av Johan Andreas Klos i Stockholm, den andra skänkt till kyrkan 1650 av tygmästaren Samuel Örn. Två ljusplåtar i försilvrad mässing med putti och växtornamnet skänktes 1718 till kyrkan i testamente efter lagmannen Elias Dalin men var av allt att döma 20-30 år gamla då de skänktes. Ett par ljusstakar av silver med kannelerat skaft och fyrkantig fot har Carl Gyllenstiernas monogram och är enligt stämplarna tillverkade av guldsmeden Didrik Hysing, verksam i Stockholm 1676-1715.

## Textilier
Bland kyrkans textilier märks förutom två mässhakar från 1803 av röd respektive svart sammet två antependier. Det ena är av mörkviolett sammet med påsydda förgyllda vapen och bokstäver och årtal. Årtalet är 1625 och vapen och initialer tillhör Mattias Soop och hans hustru Anna Gyllenstierna. Det andra antependiet är av röd och brun sammet med våder av vit fasonerad brokad och påsydda bokstäver och siffror av silverplåt och av skänkts av Carl Gyllenstierna och Anna Maria Soop.

## Kyrkklockor
Storklockan är omgjuten 1766 av Gerhard Meyer. Lillklockan omgöts 1862 av K. G. Bergholtz & C:o, den var då en omgjutning av en kyrkklocka från 1633.

## Orgel
Orgeln är byggd av Grönlunds Orgelbyggeri AB år 1965.
| Man I. Huvudverk | Man II. Bröstverk | Pedal             | Koppel |
| ---------------- | ----------------- | ----------------- | ------ |
| Rörflöjt 8'      | Gedackt 8'        | Subbas 16'        | II/I   |
| Principal 4'     | Rörflöjt 4'       | Gedackt pommer 8' | II/P   |
| Spetsflöjt 4'    | Principal 2'      | Skalmeja 4'       | I/P    |
| Waldflöjt 2'     | Cymbel 2 chor     |                   |        |
| Mixtur 3 chor    | Krumhorn 8'       |                   |        |
|                  | Tremulant         |                   |        |

Manualomfång: C-g3. Pedalomfång: C-f1

### Altarskåpet
Altarskåpet tillverkades strax efter 1500. Det är ett mycket fint arbete från Antwerpen i Flandern, som tillsammans med Bryssel och Lübeck var tillverkningsort för många av de altarskåp som importerades till Sverige. Antwerpenskåp kännetecknas av den halvcirkelformade upphöjningen av mittpartiet.
Flyglarnas målning är inte bevarad. Överst på skåpet finns en bild av profeten Jesaja.

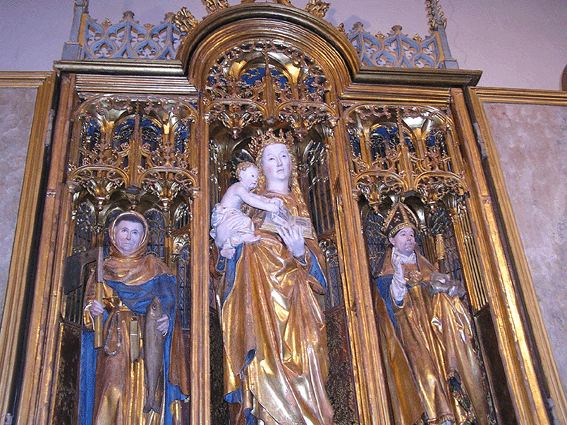
Från vänster: Sankt Botvid, Maria med Jesusbarnet och Sankt Eskil

Huvudmotivet är Maria med Jesusbarnet. Jungfru Maria flankeras av Mälardalens två helgon från 1000-talet, Sankt Botvid och Sankt Eskil.
Ovanligt för skåpet är personernas mycket "levande" ansiktsdrag. Marias normalt s-formade kroppshållning är spegelvänd. Lekmannen Botvid är betydligt ödmjukare än biskopen Eskil.
Maria är krönt till himmeldrottning och har utslaget hår, tecknet på hennes jungfrulighet. Hon håller en uppslagen bok. 
Jesus framställs som naket spädbarn, med en duk över underkroppen. Han leker med boken och knycklar ihop ett blad.
Eskil framställs som biskop, hans attribut är tre stenar.

### Olofbilden
Olav Haraldsson lär ha varit kyrkans skyddshelgon[källa behövs]. Den stora Olofbilden från slutet av 1400-talet visar kungen sittande, utan sina vanliga underliggare. Han är skäggig och håller ett riksäpple. Hans vanliga attribut, en stor norsk yxa, har kommit bort.

### Mariastaty, predikstol och triumfkrucifix
Kyrkan äger även en staty av Maria med Jesusbarnet från slutet av 1400-talet. Maria är krönt med metallkrona. Jesus framställs som naket spädbarn.
Predikstolen sägs vara från omkring 1600. Den saknar snidade figurer men var målad från början, troligen med evangelisternas bilder i de inramade panelerna.
Triumfkrucifixet hänger numera mitt i kyrkorummet. Det är ett sent arbete från omkring 1510. Evangelisternas symboler är bevarade på korsarmen (Markus, Lukas). Jesus har korslagda fötter och kort, knutet höftskynke. Jesus visas som smärtoman, mager, med stora gapande sår och mycket blodig.
Processionsänglarna är från omkring 1500. Båda saknar den rörliga armen med pinglan. Straffstocken är från 1700-talets slut.

## Bildgalleri

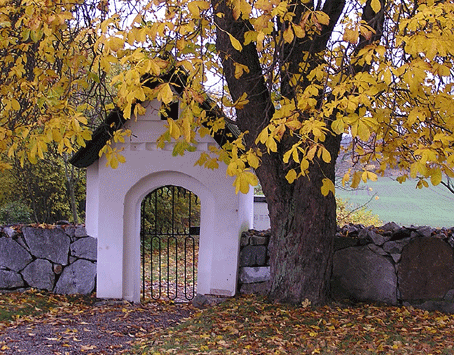
Stiglucka
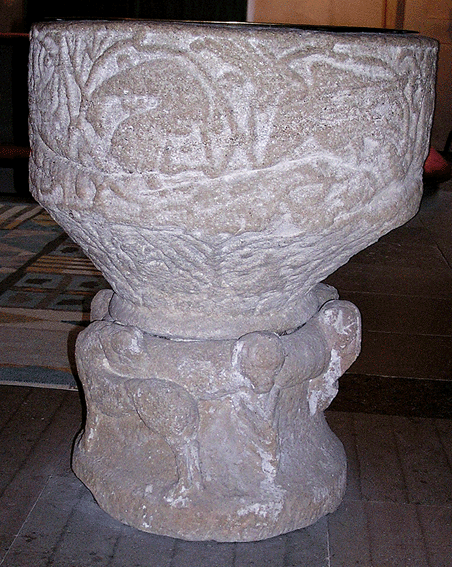
Dopfunt från 1100-talet
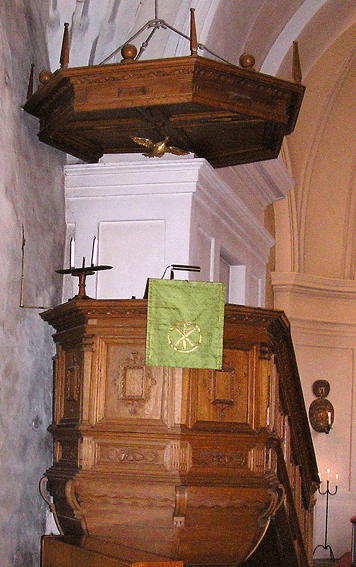
Predikstol ca 1600-tal
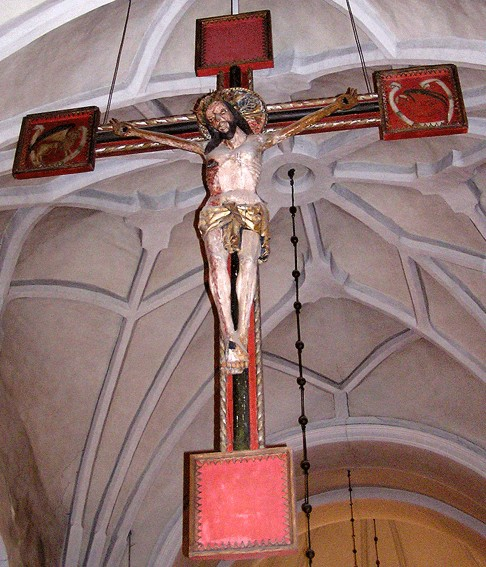
Triumfkrucifix från ca 1500
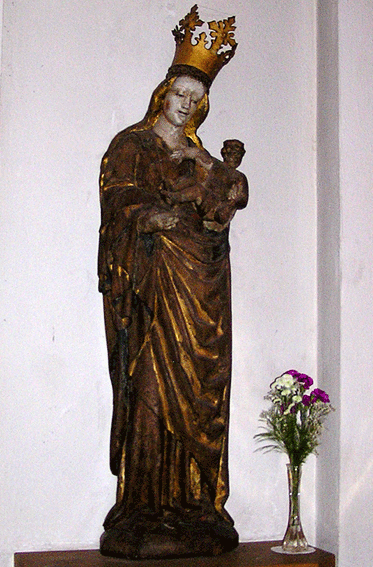
Maria, sent 1400-tal